# 篠山侏角龙属
篠山侏角龙（学名：Sasayamagnomus，意为“来自篠山的侏儒”）是新角龙类恐龙的一个属，来自日本兵库县早白垩世大山下组。属下包括单一物种三枝氏篠山侏角龙（S. saegusai）。估计正模标本长达80（2.6英尺），尽管该标本尚未生长完全。

## 发现与命名
篠山侏角龙发现于兵库县丹波篠山市的宫田微脊椎动物地（Miyada microvertebrate site），已知化石包括17块脑颅骨骼、右喙骨及一个左胫骨。材料中保存的2个右鼻骨表明其中至少含2具个体。其正式描述之前曾在2023年的一篇会议摘要上公布。
其于2024年被正式描述为新角龙类新属新种。属名取自发现化石的篠山盆地及拉丁语单词“侏儒”。种名致敬丹波地区恐龙发掘活动的领导者，也是兵库县脊椎动物古生物学研究的卓越贡献者——三枝春雄（Haruo Saegusa）博士。
正模标本为MNHAH D1-060516。

## 分类
Tanaka等人将篠山侏角龙纳入系统发育分析，并发现其与鹰角龙及黎明角龙共处同一演化支。

## 古生态学

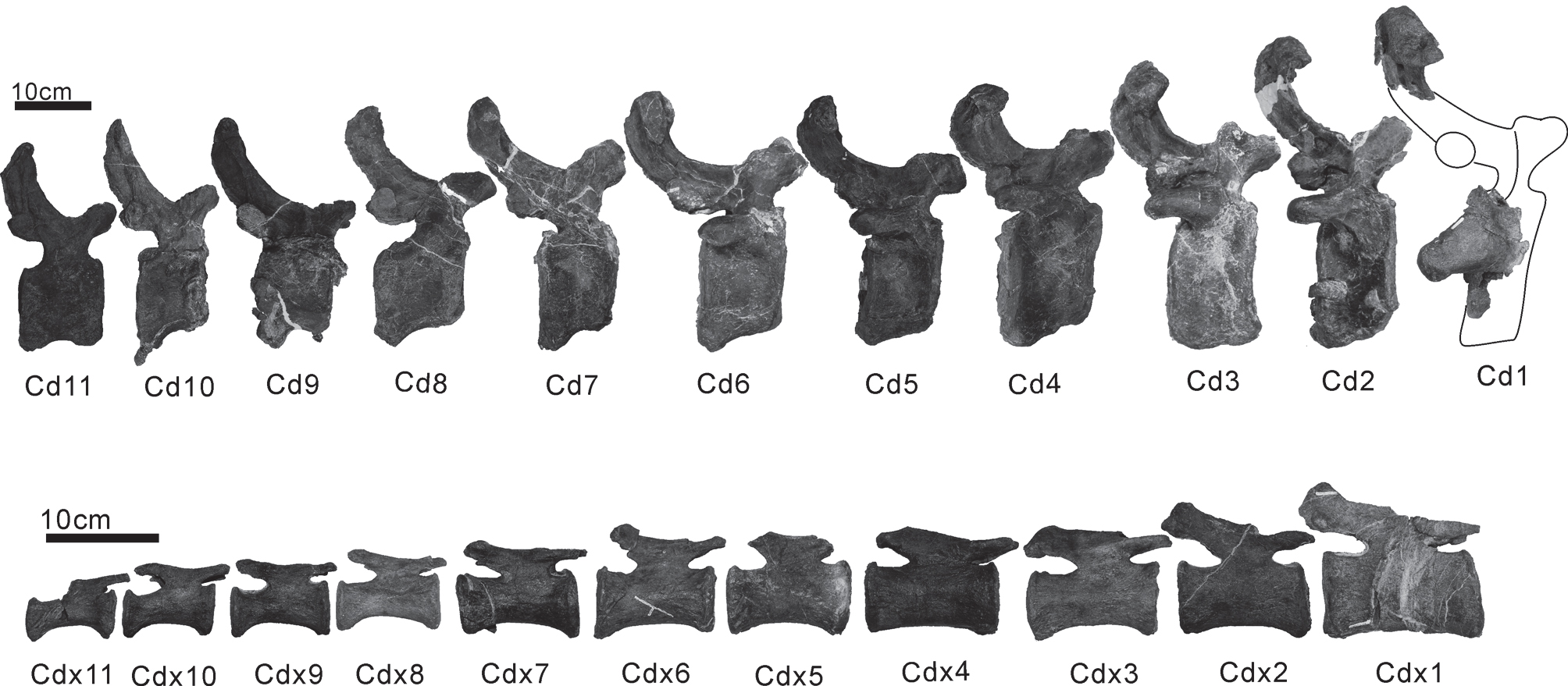
同时期丹波巨龙的尾椎

篠山侏角龙发现于大山下组（篠山群），后者年代为早白垩世末的阿尔布阶中早期。这些层位主要由砂岩、泥岩及砾岩构成。沉积环境代表具有半湿润至半干旱气候的河流系统。恐龙牙齿在该层各地都很常见，包括属于其它兽脚类（驰龙科、镰刀龙下目及暴龙超科）及蜥脚类、甲龙类和禽龙类的牙齿。已描述了几个蛋化石類群，包括姬蛋屬、纖長蛋屬、日本蛋屬及稜柱形蛋屬。地层中还发现了怪蜥类的双刃齿蜥、巨龙形类蜥脚下目丹波巨龙及伤齿龙科兽脚类寐猎龙。篠山群还有其它化石动物群，但原始描述中并未提及其发现于该地层，如真兽类的篠山兽、石龙子亚目的厚颌蜥及两种蛙类——兵库蛙与丹波蛙。